# America Ferrera
America Georgine Ferrera (født 18. april 1984 i Los Angeles), er en amerikansk skuespillerinde. Hun er mest kendt for sin rolle i The Sisterhood of the Traveling Pants og den Golden Globe og Screen Actors Guild Awards vindende hovedrolle i tv-serien Ugly Betty. Blandt sine senere medvirkender har hun haft hovedrollen som Amy Sosa i tv-serien Superstore.

## Filmografi

### Film
| År   | Film original titel                     | Rolle          | Note                                                               |
| ---- | --------------------------------------- | -------------- | ------------------------------------------------------------------ |
| 2002 | Real Women Have Curves                  | Ana Garcia     |                                                                    |
| 2002 | Gotta Kick It Up!                       | Yolanda "Yoli" |                                                                    |
| 2004 | Darkness Minus Twelve                   | Luiza          |                                                                    |
| 2005 | How the Garcia Girls Spent Their Summer | Blanca         |                                                                    |
| 2005 | The Sisterhood of the Traveling Pants   | Carmen Lowell  |                                                                    |
| 2005 | Lords of Dogtown                        | Thunder Monkey |                                                                    |
| 2005 | 3:52                                    | Kate           |                                                                    |
| 2006 | Steel City                              | Amy Barnes     |                                                                    |
| 2007 | Muertas                                 | Rebecca        | Også executive producer                                            |
| 2007 | Towards Darkness (Hacia la oscuridad)   | Luiza          | Også executive producer                                            |
| 2007 | La Misma Luna                           | Marta          |                                                                    |
| 2008 | The Sisterhood of the Traveling Pants 2 | Carmen Lowell  |                                                                    |
| 2008 | Tinker Bell                             | Fawn           | Stemme Direct-to-video                                             |
| 2010 | The Dry Land                            | Sarah          | Først vist ved Sundance Film Festival 2010 Også executive producer |
| 2010 | How to Train Your Dragon                | Astrid         | Stemme                                                             |
| 2010 | Our Family Wedding                      | Lucia Ramirez  |                                                                    |

### Tv
| År        | Film original titel            | Rolle               | Note                |
| --------- | ------------------------------ | ------------------- | ------------------- |
| 2002      | Touched by an Angel            | Charlee             | Episode: "The Word" |
| 2004      | $5.15/Hr.                      |                     | TV film             |
| 2004      | Plainsong                      | Victoria Roubideaux | TV film             |
| 2004      | CSI: Crime Scene Investigation | April Perez         | Episode: "Harvest"  |
| 2006-2010 | Ugly Betty                     | Betty Suarez        |                     |
| 2015-2021 | Superstore                     | Amy Sosa            |                     |